# Wailly Orchard Cemetery
Wailly Orchard Cemetery is een Britse militaire begraafplaats met gesneuvelden uit de Eerste Wereldoorlog, gelegen in de Franse gemeente Wailly in het departement Pas-de-Calais. De begraafplaats werd ontworpen door Charles Holden en ligt aan de Rue des Alliès op 180 m ten westen van het centrum (Église Saint-Pierre). Het grondplan heeft de vorm van een onregelmatige vierhoek en wordt aan drie zijden afgebakend door een bakstenen muur en een zijde door een haag en gelijkgrondse boordstenen. De open toegang aan de straatzijde wordt gevormd door een viertal opgaande treden tussen witte stenen bloembakken en twee witte stenen paaltjes. Het Cross of Sacrifice staat centraal in de zuidelijke muur ingewerkt. 
De begraafplaats wordt onderhouden door de Commonwealth War Graves Commission.
Er liggen 366 doden begraven waaronder 15 niet geïdentificeerde.

## Geschiedenis
De begraafplaats werd in mei 1916 door de Liverpool bataljons van de 55th (West Lancashire) Division aangelegd als een frontlijnbegraafplaats. Ze werd door een hoge muur afgeschermd tegen Duitse observatie. In 1917 werd de begraafplaats weinig gebruikt maar van maart tot augustus 1918 werd ze aanzienlijk uitgebreid door Canadese en andere eenheden die het Third Army front verdedigden. 
Onder de geïdentificeerde slachtoffers zijn er 160 Britten en 191 Canadezen.

## Graven

### Onderscheiden militairen
- Herbert Norris, kapitein bij de Canadian Infantry werd onderscheiden met de Distinguished Service Order (DSO).
- de luitenants Edgar Smith Spurr en Pierre Eugene Guay, beide dienend bij de Canadian Infantry en luitenant J.A. Main, dienend bij de Royal Engineers werden onderscheiden met het Military Cross (MC).
- John Scarlett Pym, onderluitenant bij de The Queen's (Royal West Surrey Regiment) werd onderscheiden met de Distinguished Conduct Medal (DCM).
- soldaat Allan McIntyre (Canadian Infantry) werd tweemaal onderscheiden met de Military Medal (MM and Bar).
- nog 11 militairen werden onderscheiden met de Military Medal (MM).

### Aliassen
- soldaat Frederic Doin diende onder het alias Fred Bellville bij de Canadian Infantry.
- soldaat Albert Malboeuf diende onder het alias Albert Merchand bij de Canadian Infantry.